# Suzanne Dobelmann
Suzanne Dobelmann (París, 3 de mayo de 1905 - La Tronche, 1 de junio de 1993) fue una bibliotecaria e investigadora francesa, galardonada con la Orden de las Palmas Académicas y la Orden Nacional del Mérito, entre otras distinciones.

## Trayectoria
Se licenció en Letras y luego se graduó en la École Nationale des Chartes en 1930, después de haber defendido su tesis de archivera paleográfica titulada: La langue de Cahors depuis le début du XIIIe siècle jusqu'à la fin du XVIe siècle (La lengua de Cahors desde principios del siglo XIII hasta finales del siglo XVI). Su tesis fue publicada en 1944 por Ediciones Privat.
Dobelmann fue nombrada bibliotecaria de la biblioteca municipal de Poitiers. Fue la jefa bibliotecaria de la biblioteca municipal de Toulouse de 1937 a 1949. En 1938 inició la creación de la Heure Joyeuse de Toulouse, una de las primeras secciones juveniles provinciales inspirada en la Heure Joyeuse de París que no abrió hasta 1940 debido a la guerra. En 1945, fue también la directora de la biblioteca central de préstamo de Alto Garona en el momento de su creación. En 1949, fue nombrada conservadora y en 1967 conservadora jefa de la biblioteca de la Universidad de Grenoble. Entre 1963 y 1967 construyó la sección de derecho y literatura de la nueva biblioteca universitaria de Grenoble-Saint-Martin-d'Hères. Se retiró en noviembre de 1973.
Murió el 11 de junio de 1995 tras una larga enfermedad.

## Reconocimientos
A lo largo de su carrera recibió varias distinciones como miembro de la Escuela de Altos Estudios Hispánicos, Comendadora de la Orden de Palmas Académicas y Caballero de la Orden Nacional del Mérito.
En 2020, fue incluida dentro del proyecto Mujeres Investigadoras en los Archivos Estatales (1900-1970) para la descripción archivística y creación de un micrositio específico en el Portal de Archivos Españoles (PARES), desarrollado entre 2020-2023. Este proyecto ha sido impulsado por la Subdirección General de Archivos Estatales, con el objetivo visibilizar la labor de investigación realizada en España por las mujeres en el intervalo 1900-1970 partiendo de los registros documentales que se conservan en los Archivos de Gestión de los AAEE del Ministerio de Cultura (el Archivo Histórico Nacional, el Archivo de la Corona de Aragón, el Archivo General de Simancas, el Archivo General de Indias, el Archivo de la Real Chancillería de Valladolid, el Archivo General de la Administración y el Centro de Información Documental de Archivos).

## Obras
- «Antonin Perbosc et Severin Canal. Chartes de coutumes du Quercy en langue d'oc, avec une introduction et un glossaire. Editions Occitania, Toulouse et Paris, E.-H. Guitard, 1929. In-12. I : Coutumes de Gourdon. 1929. In-12, 24 pages. (Extrait de Divona, 3e année, n° 28, novembre 1928.) - II : Coutumes de Verlhac-Tescou, 1929. (Extrait du Bulletin de la Société archéologique de Tarn-et-Garonne, t. LV, année 1927.) - III : Coutumes de Labastide-de-Penne et de Lapenche, 1930. In-8». Bibliothèque de l'école des chartes 91: 343-345. 1930.
- «Périodiques français non méridionaux». Annales du Midi : revue archéologique, historique et philologique de la France méridionale  Volume 43  Numéro 169: pp. 98-105. Année 1931.
- «Nécrologie-Prosper Boissonnade». Annales du Midi : revue archéologique, historique et philologique de la France méridionale 48 (192): 429-432. 1936.
- «Syntaxe au dialecte de Cahors au Moyen âge». Annales du Midi : revue archéologique, historique et philologique de la France méridionale. 64 Numéro 18: 113-129. 1952.
- «Brian Dutton, La « Vida de San Millán de la Cogolla » de Gonzalo de Berceo (Estudio y edición crítica) [compte rendu]». Bulletin hispanique. 74 Numéro 1: 185-190. 1972.
- «Bibliothèque municipale de Toulouse : la bibliothèque pour enfants». Bulletin municipal de la Ville de Toulouse: 307-326. 1940.
- «La section droit-lettres de la nouvelle Bibliothèque universitaire de Grenoble-Saint-Martin-d'Hères». Bulletin des bibliothèques de France (BBF) (4): 131-138. 1969. ISSN 1292-8399.